# Recchia procera
Recchia procera är en skalbaggsart som beskrevs av Martins och Maria Helena M. Galileo 1985. Recchia procera ingår i släktet Recchia och familjen långhorningar.
Artens utbredningsområde är Paraguay. Inga underarter finns listade i Catalogue of Life.